# Motz
Motz es una comuna francesa situada en el departamento de Saboya, en la región Auvernia-Ródano-Alpes.

## Demografía
| 312 | 277 | 294 | 291 | 288 | 330 | 384 | 432 |
| Para los censos de 1962 a 1999 la población legal corresponde a la población sin duplicidades (Fuente: INSEE [Consultar]) |     |     |     |     |     |     |     |